# Odakyū série 10000
La série 10000 (10000形, 10000-gata) était un type de rame automotrice électrique exploité par la compagnie Odakyu sur les services Romancecar au Japon. Elle est aussi appelée Romancecar HiSE (High Super Express).

## Description
La série comprend quatre exemplaires fabriqués par Nippon Sharyo et Kawasaki Heavy Industries. Chaque rame comprend 11 voitures articulées. La cabine de conduite est surélevée, permettant une vue panoramique pour les passagers situés aux extrémités de la rame.

## Histoire
Les premières rames de la série 10000 ont été introduites le 23 décembre 1987. La série a remporté un Blue Ribbon Award en 1988.
En 2005, deux rames ont été raccourcies à 4 voitures et vendues à la compagnie Nagaden qui l'exploite sous le nom de série 1000. Les deux rames restantes effectuent leurs derniers trajets pour Odakyu le 16 mars 2012.  Une voiture a été préservée et elle est exposée au Romancecar Museum à Ebina.

## Services
Les rames circulaient sur les lignes  Odawara et Hakone Tozan entre Shinjuku et Hakone-Yumoto.

## Galerie photos

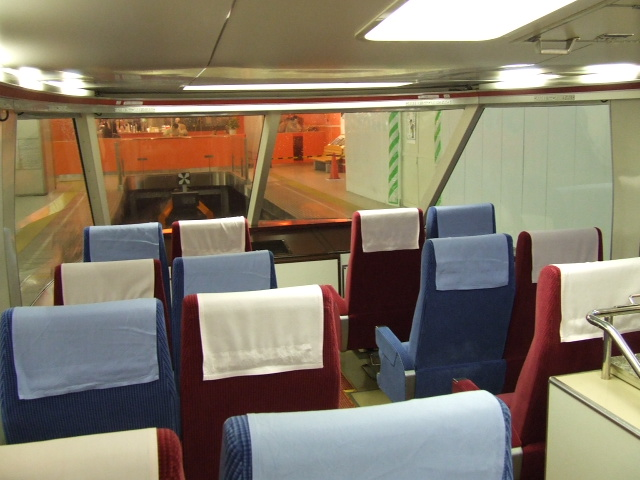
Sièges panoramiques.
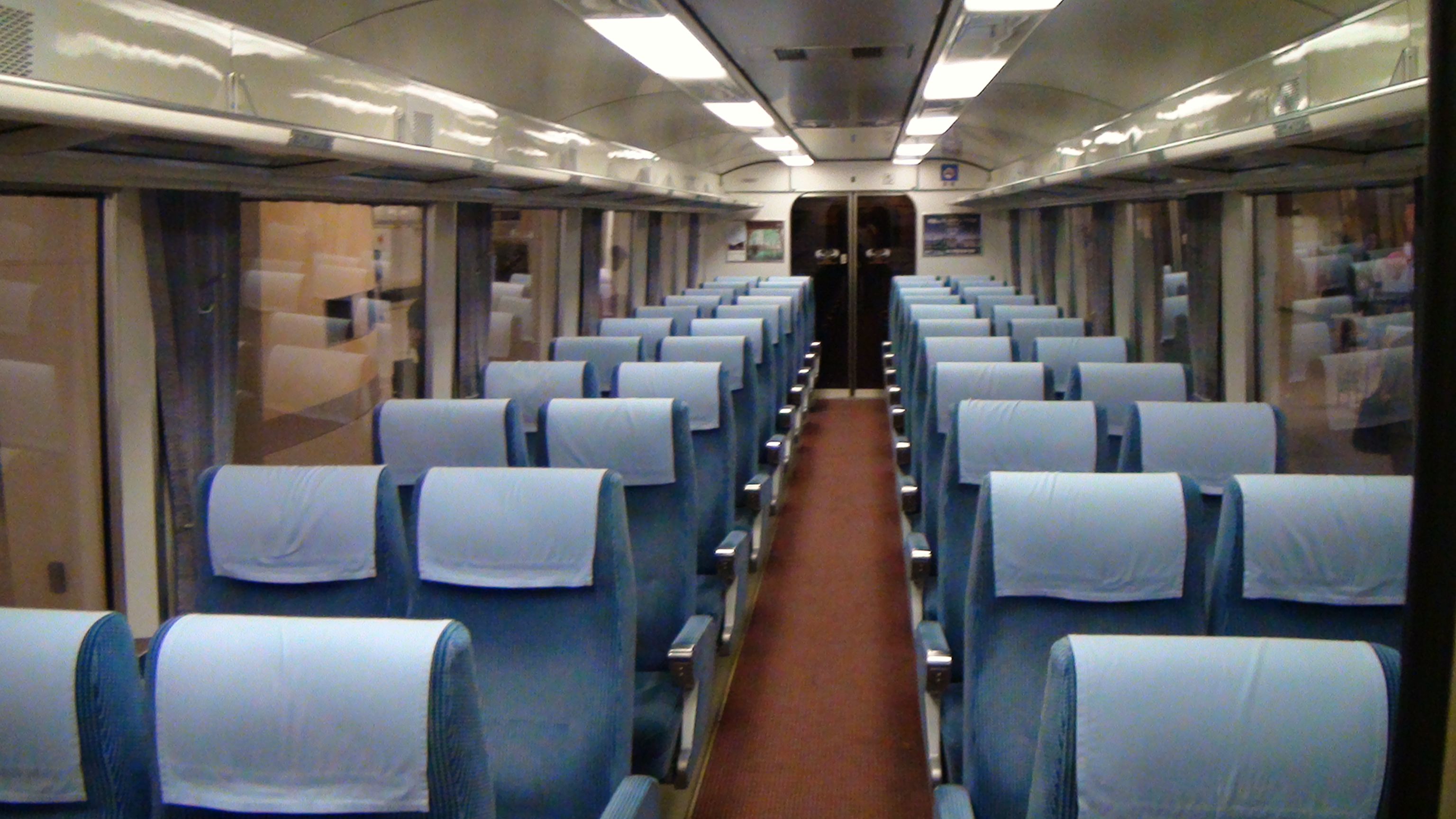
Aménagement intérieur.
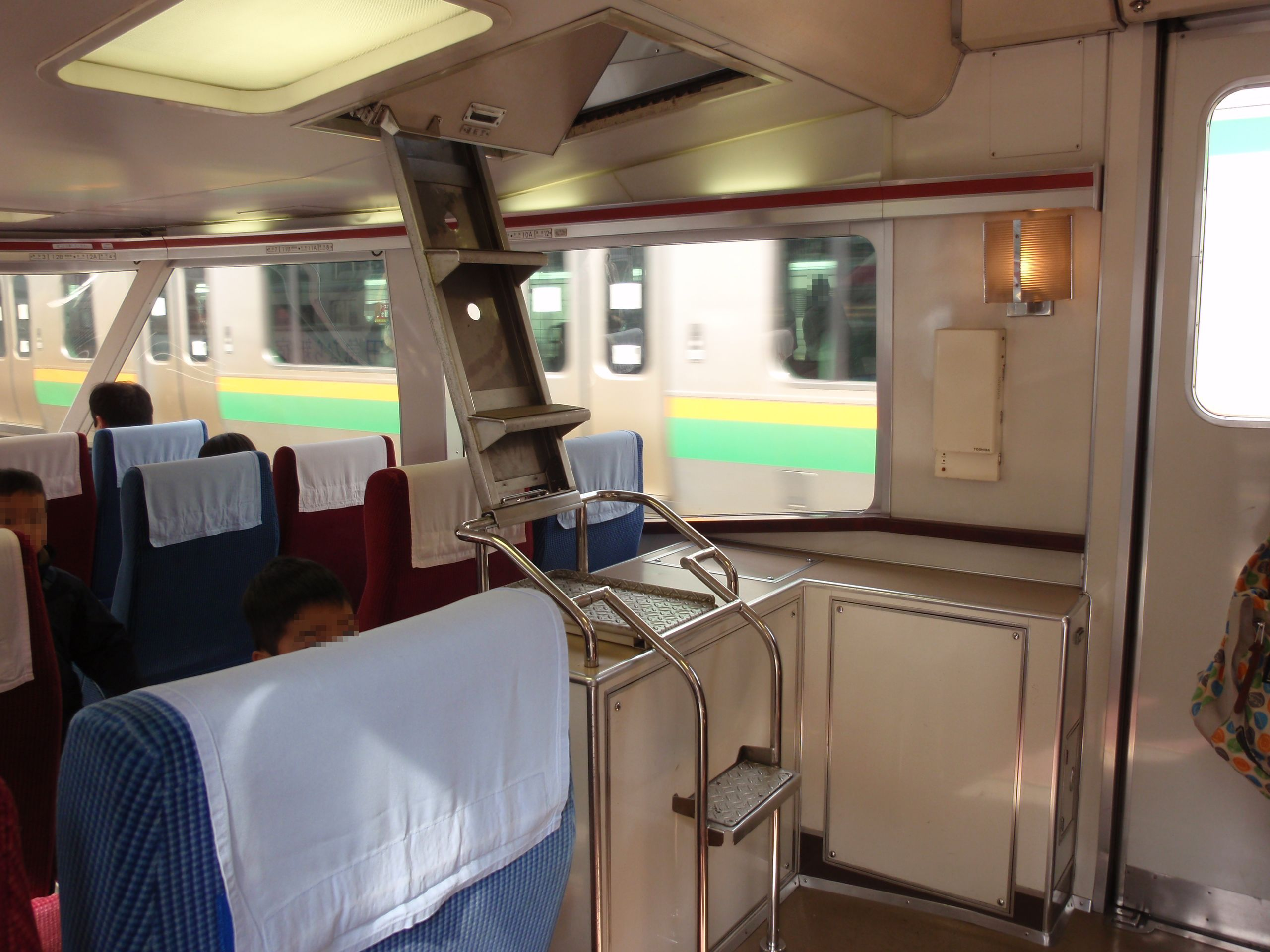
Accès à la cabine de conduite.